# Jean-Guy Couture
Jean-Guy Couture (ur. 6 maja 1929 w Saint-Jean-Baptiste de Québec, zm. 2 stycznia 2022 w Chicoutimi) – kanadyjski duchowny rzymskokatolicki, w latach 1979–2004 biskup Chicoutimi.

## Życiorys
Święcenia kapłańskie przyjął 30 maja 1953. 21 czerwca 1975 został prekonizowany biskupem Hauterive. Sakrę biskupią otrzymał 15 sierpnia 1975. 5 kwietnia 1979 został mianowany biskupem Chicoutimi, ingres odbył się 5 czerwca. 19 czerwca 2004 przeszedł na emeryturę.